# Isaki Lacuesta
Isaki Lacuesta (ur. 1975 w Gironie) – hiszpański reżyser, scenarzysta i producent filmowy. 
Urodził się w Katalonii w rodzinie pochodzenia baskijskiego. Dwukrotny zdobywca Złotej Muszli na MFF w San Sebastián za filmy Podwójne ślady (2011) oraz Między morzem a oceanem (2018). Jego najnowszy film, Jeden rok, jedna noc (2022) z Nahuelem Pérezem Biscayartem i Noémie Merlant w rolach głównych, opowiadał o traumach ofiar zamachu terrorystycznego. Obraz startował w sekcji konkursowej na 72. MFF w Berlinie, gdzie zdobył Nagrodę Jury Ekumenicznego.